# マックス B
マックス・B (Max B、Biggaveli、本名：Charly Wingate、1978年5月21日 - ) は、アメリカ合衆国ニューヨーク市、ハーレム地区出身のヒップホップMC/歌手/ソングライター。
詩の内容は、麻薬の売買、ギャングスタの人生を題材としたギャングスタ・ラップでゲットーでの生活の現実をザラザラとした芯のある太い声でラップする一方、コーラスではR&B歌手として、ハスキーで落ち着くメロディックな歌声が繰り広げられるところが魅力。
Biggaveliの名前の由来は、3人の人物から取り入れられている。マックスのお気に入りである、ニューヨーク史上伝説のラッパー2パックの別名「Makaveli」とノトーリアス・B.I.G.の別名「Biggie Smalls」、ジェイ・Zの「Jigga」の頭文字をミックスさせ、Max Biggaveli、ショートネーム「Max B」としてキャリアをスタートした。
ソロでリリースしたミックステープシリーズ、「Public Domain」、「Million Dollar Baby」で一躍有名となった。Wavyという「イケてる」ことを意味するスラング語を流行させた人物である。

## 経歴
マックスは、ハーレム (ニューヨーク市)にある、エイブラハム・リンカーン住宅プロジェクト（現NYCHA - Lincoln Houses住宅団地）で1978年5月21日にチャーリー・ウィンゲートとして生まれ育った。彼がまだ幼少期の頃、母親のシャロン・ウィンゲートは8人兄弟のうちの長女で、彼女は人生のほとんどを薬物乱用と闘い、最終的にはクラック・コカイン中毒で1年半服役した。
幼いチャーリーは主に祖父母によって育てられた。母親の話によると、祖母は教育熱心でチャーリーに幼い頃から強い宗教的価値観を教えていたそうだ。少年時代、彼はハーレムを代表するヒップホップクルー、ディプロマッツの創業者であるキャムロンと同じ住宅プロジェクトに住んでいて、彼とは幼いころからの友人だった。チャーリーは家庭内でゴスペルの音楽とともに育ち、ハーレムの少年合唱団で歌っていた。心から音楽が好きだった。しかし、大人になるにつれストリートの影響を強く受け始め、1997年18歳の時に祖母の最善の努力にもかかわらず、チャーリーは強盗の罪で初めて服役することになる。彼はその後8年間服役し、2006年に釈放された。釈放後、彼はすぐに音楽のキャリアを追求し始め、芸名をマックス Bに決めた。
2005年に地元ハーレムを拠点に活動を始め、ミックステープでデビューを果たす。同じく、ハーレムで活動していたジム・ジョーンズのHIP HOPクルー(グループ)、「バード・ギャング」とコラボレーションした。しかし、不平等な労働環境、経済的な不和などから2008年にマックスはジム（バード・ギャング）から去ることとなる。2006年初頭にミックステープ「Million Dollar Baby」で初のソロ活動を始めたが、後にジム・ジョーンズの「バード・ギャング」と、マックス・Bのグループ「ゲイン・グリーン」の間で激しいビーフ抗争が始まる。マックスには、Nasやジェイ・Zを手掛けたプロデューサーのデイム・グリースと繋がりがあり、親友であるラッパーのフレンチ・モンタナと共にCoke Waveというミックステープシリーズを作成しながら徐々にキャリアを築き上げていた。
しかし、マックスは2006年9月にニュージャージー州北部のホテルで起きた強盗致死事件に関与したとして、2009年半ばに武装強盗、誘拐、加重暴行および重罪殺人に関する共謀罪で再逮捕され、懲役 75 年の判決を受けることになる。監獄にいる間、彼は自身のレーベルAmalgam Digitalとデビューアルバム「Vigilante Season」を出す契約を結び、本人不在の状態で2011年にリリースされた。そんな中、2016年9月16日に彼は懲役20年の判決を得るため、加重過失致死罪で司法取引を行ったことが発表された。

## 音楽キャリア
マックスは2005年からジム・ジョーンズのセカンドアルバム「Harlem Diary of a Summer」からのヒット曲「G's Up」など多くの曲に参加した。
翌年2006年には、キャムロンのアルバム「Killa Season」から「You Gotta Love It」にコーラスとして参加し、注目の的となった。
2006年5月には初めてのミックステープ「Million Dollar Baby」をリリース、他のラッパーとは異なり、コーラスでは歌手として、とてもメロディックで高い歌声、リラックスできるムードを提供、その新しい音楽スタイルは業界を魅了させ、リスナーの間では今までにないラッパーが出てきたと注目された。その後、7月7日にリリースされたByrd Gangのミックステープ「MOB (Members・Of・Byrd Gang)」で数多くの曲に出演した。
2006年9月29日、マックスはフォートリー (ニュージャージー州)のホテルで起きた強盗殺人に関与したとして逮捕された。
収監中、マックスは11月にリリースされたジム・ジョーンズの3枚目のアルバム「Hustler's Pome」で自身が出演する分を刑務所から録音していた。詩に関しては、マックスがジョーンズの詩を書き上げ、彼の努力があり10月21日にリリースされたジョーンズの曲「We Fly High」はこれまでにジョーンズがリリースしてきた中で最もヒットした。
マックスは刑務所に収監中、２枚のソロミックステープをリリースした。2005年11月2日に「Public Domain：Million Dollar Baby Radio」をリリース。注目の曲には「Bang Bang Boogie」、「Deez My Streets」、「Dom Perignon」などがある。12月には3作目「Public Domain2：Rise Of The Silver Surfer」をリリース。「Blow Me A Dub」が注目の曲となった。この時、ミックステープのホストを務めていたのは、コネチカット州を拠点とするベテランDJ、ビッグ・マイクだった。マックスはキャリアを通じて彼と広範な関係を築いていくことになる。
10か月間の投獄を経て、2007年7月11日に マックスは200 万ドルの保釈金を支払い、釈放された。不足分の資金については、彼がリリースしてきたミックステープの音源などをジム・ジョーンズのグループ「Byrd Gang」に売却することで解決した。しかし、このことは今後マックスとジョーンズの間に亀裂が入る原因の1つとなってしまう。
刑務所から釈放された翌月下旬、マックスは4作目のミックステープ「Public Domain: The Prequel」をリリース。10月20日にはジョーンズのグループ「Byrd Gang」からリリースされたミックステープ、MOB2（Members・Of・Byrd Gang2）でほとんどの曲に出演した。また、マックスはジョーンズの4作目の公式アルバム「Harlem's American Gangster」のために作詞、作曲に取り組み、翌年2月19日に発売された。

### 確執
2008年、マックスはジム・ジョーンズのグループ「Byrd Gang」を脱退し、ジムがCEOを担う主なグループ、ディプロマッツのメンバーからも距離を置いた。彼は、ラッパーのエイエル・パック、マック・マスタードなどを引き連れ、ゲイン・グリーンという自身のラップグループで再スタートし始めていた。Byrd Gangを脱退後、マックスはラッパー仲間のフレンチ・モンタナと共にジム・ジョーンズと激しい抗争を起こす。
マックスによると、ジムとの対立は、彼と一緒に活動していた際、ジム・ジョーンズのためにほとんどの曲で、フック(サビ・コーラス)、ヴァース(詩)、メロディーの作詞・作成を担当していたにもかかわらず、ジョーンズから信頼されず、貢献を認められなかったことや、ジョーンズの大ヒット曲「We Fly High」においてもマックスは紹介されず、プロモーションビデオではジョーンズとディプロマッツのメンバーが出演し、彼らはマックスが作詞・作曲したメロディーを歌っていた。
このことから彼は心に傷を負い、後に「Lip Sing」（口パク）という曲をリリース。彼らを非難することになる。Byrd Gangとの契約に関しても、2005年から地道に活動して得た財産をジョーンズへ差し渡すという契約条件を強いられていたことが原因だ。また、ジョーンズの収入は1万～1万5000ドルだったが、マックスはライブで300ドルのみの収入だったことにも不満を抱えていた。これらの出来事が膨らみ、マックスはジョーンズへの信頼を失い、音楽を通じて彼に怒りを伝えることになる。2人の周辺、ジョーンズのByrd Gangと、マックスのGain Greeneの間で抗争が始まった。
2009 年 2 月 5 日、マックスとフレンチ モンタナによるコラボミックステープ「Coke Wave」がリリース。
２人のコラボ活動がスタートした。マックスとフレンチの関係、ジム・ジョーンズとの相互関係はニューヨーク市内で話題となり、その結果、数多くの「ディス」ビデオ、インタビューによる対立、告発が繰り返された。
この確執には、ジム・ジョーンズがCEOを担うディプロマッツやバードギャングの様々なラッパーも関与していた。Coke Waveのリリースは互いの対立により、かなりの時間を要することになる。

## ディスコグラフィ

### スタジオ アルバム
- Vigilante Season（2011年，5月22日）
- Negro Spirituals（2021年，11月19日）